# АТФБанк
АТФБанк— казахстанский розничный банк. Головной офис находится в Алматы.
По состоянию на 1 июня 2017 года имеет 17 региональных филиалов и 70 отделений.

## Собственники и руководство
30 декабря 2020 г. АТФБанк стал частью финансовой группы Jýsan в результате заключённого соглашения о приобретении Jýsan Bank 99,76 % акций АТФБанка. К управлению банком приступили новый состав Совета директоров во главе с Шигео Катсу (Shigeo Katsu) и новая команда топ-менеджмента под руководством Галии Махановой в должности Председателя правления АТФБанка.

## Показатели
В 2018 году банк занял 8 позицию по размеру активов среди банков второго уровня Республики Казахстан.

## Продукты
1 июля 2018 года банк запустил первую вертикальную банковскую карту Visa Platinum.

## Сервисы
В 2006 году банк внедряет Private Banking.
9 ноября 2018 года банк запустил сервис бесконтактных платежей Garmin Pay.
28 ноября 2018 года банк запустил Apple Pay на картах Visa. 20 января 2020 года на картах MasterCard.
26 ноября 2019 года банк внедряет новую версию интернет-банкинга ATF24. Руководитель проекта ATF24 — Дмитрий Привалов.
5 марта 2020 года банк запустил бесконтактные платежи Samsung Pay.

## История
В июне 1995 года Булат Утемуратов, Тимур Кулибаев совместно с голландской компанией «Mees Person» основал ЗАО «Алматинский торгово-финансовый банк».
В июле 1995 году председателем правления назначен Карим Масимов.
В феврале 1997 года председателем правления банка назначен Ерболат Досаев.
В июне 1998 года председателем правления банка избран Кайрат Сатылганов.
В 2001 году банком приобретён контрольный пакет акций ОАО «Казпромбанк».
В марте 2002 года банк приобрёл 88,15 % акций банка «Апогей».
В сентябре 2003 года председателем правления избран Тимур Исатаев.
В октябре 2003 года была осуществлена перерегистрация банка в АО «АТФБанк».
В сентябре 2005 года АТФБанком приобретено 72,92 % акций ОАО «Энергобанк» в Кыргызстане.
В октябре 2005 года было открыто представительство банка в Москве.
В ноябре 2005 года банк приобретает 100 % акций ЗАО Омский коммерческий банк «Сибирь».
В 2006 году банк приобрел контрольный пакет акций ОАО «Сохибкорбанк» в Таджикистане в размере 50,83 %.
В июле 2006 года председателем совета директоров банка избран Тимур Исатаев.
В июле 2006 года председателем правления назначен Куанышев Талгат Жуманович.
21 июня 2007 года Bank Austria-Creditanstalt AG приобрёл мажоритарный пакет, 91,8 % акций АТФБанка.
В ноябре 2007 года контрольный пакет акций АТФБанка в размере 91,8 % был продан итальянскому банку UniCredit.
В январе 2008 года председателем правления назначен Пикер Александр Алоизович.
В сентябре 2011 года банк продает ЗАО «Банк Сибирь» Юникредит банку.
15 марта 2013 года UniCredit Bank Austria продает 99,75 % акций банка ТОО «КазНитрогенГаз».
В мае 2013 года председателем правления назначен Энтони Эспина.
В апреле 2019 года председателем правления назначен Сергей Коваленко.
В ноябре 2020 года было объявлено о приобретении АТФБанка банком Jysan Bank (ранее Цеснабанк) путем приобретения 99,76 % акций АТФБанка у предпринимателя Галимжана Есенова.
2 сентября 2021 года АТФБанк был исключен из членов Казахстанской фондовой биржи, с 6 сентября 2021 был полностью присоединен с Jusan Bank.

## Достижения
В 2006 году журнал Euromoney присвоило звание «Лучший банк в области корпоративного управления среди развивающихся стран Европы».
В 2016 году стал обладателем титула «Банк года — 2016» в Казахстане.
В 2017 году становится победителем международной премии Global Banking & Finance Review в номинации Лучший банк в сегменте Private Banking в Казахстане.
В 2018 году АТФБанк получил международную финансовую премию в номинации «Самый инновационный частный банк — Казахстан 2018».

## Социальная инициатива
В период с 2013 года по 2015 год банк оказал благотворительную поддержку социально незащищенным категориям граждан на сумму свыше 157 млн тенге.

## Рекламные кампании
В феврале 2008 года компания QVT Fund LP подала в суд на АТФ Банк, требуя запретить проводить рекламу используя наименование и логотип [UniCredit], учитывая широкую рекламную кампанию, которую АТФ Банк развернул в качестве «дочки»UniCredit, это могло сказаться на деятельности банка. 13 марта 2008 года суд отказал в иске QVT Fund LP о приостановлении использования наименования или логотипа UniCredit Group в рекламе банка.

## Критика
В июле 2006 года банк на несколько дней приостановил выдачу денег своим клиентам, что вызвало критику со стороны вкладчиков, данная мера была введена после совершенного в банке хищения.